# 凱西縣 (肯塔基州)
凱西县（英語：Casey County）是美國肯塔基州外藍草地區南部的一個縣。面積1,154平方公里。根据美國2000年人口普查，共有人口15,447人。縣治利伯蒂（Liberty）。
成立於1808年11月14日。縣名紀念州議員、制憲會議成員威廉·凱西 （William Casey）。本縣為一禁酒的縣。